# 皮特拉·念高娃
皮特拉·念高娃（捷克語：Petra Němcová，1979年6月24日—），在前捷克斯洛伐克卡爾維納出生（今捷克共和國境內），捷克超級名模。她是美國電視節目《邁向名模之路》(A Model Life)的主持人。曾在泰國因2004年印度洋地震海嘯而受傷，她的未婚夫賽門·阿特里死於那場災難。除了擔任模特兒之外，也參與一些慈善事業，是「Happy Hearts Fund」基金會的創辦人及主席。

## 早年

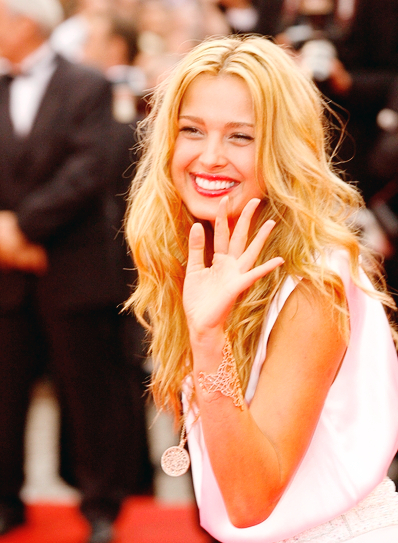

## 模特兒事業

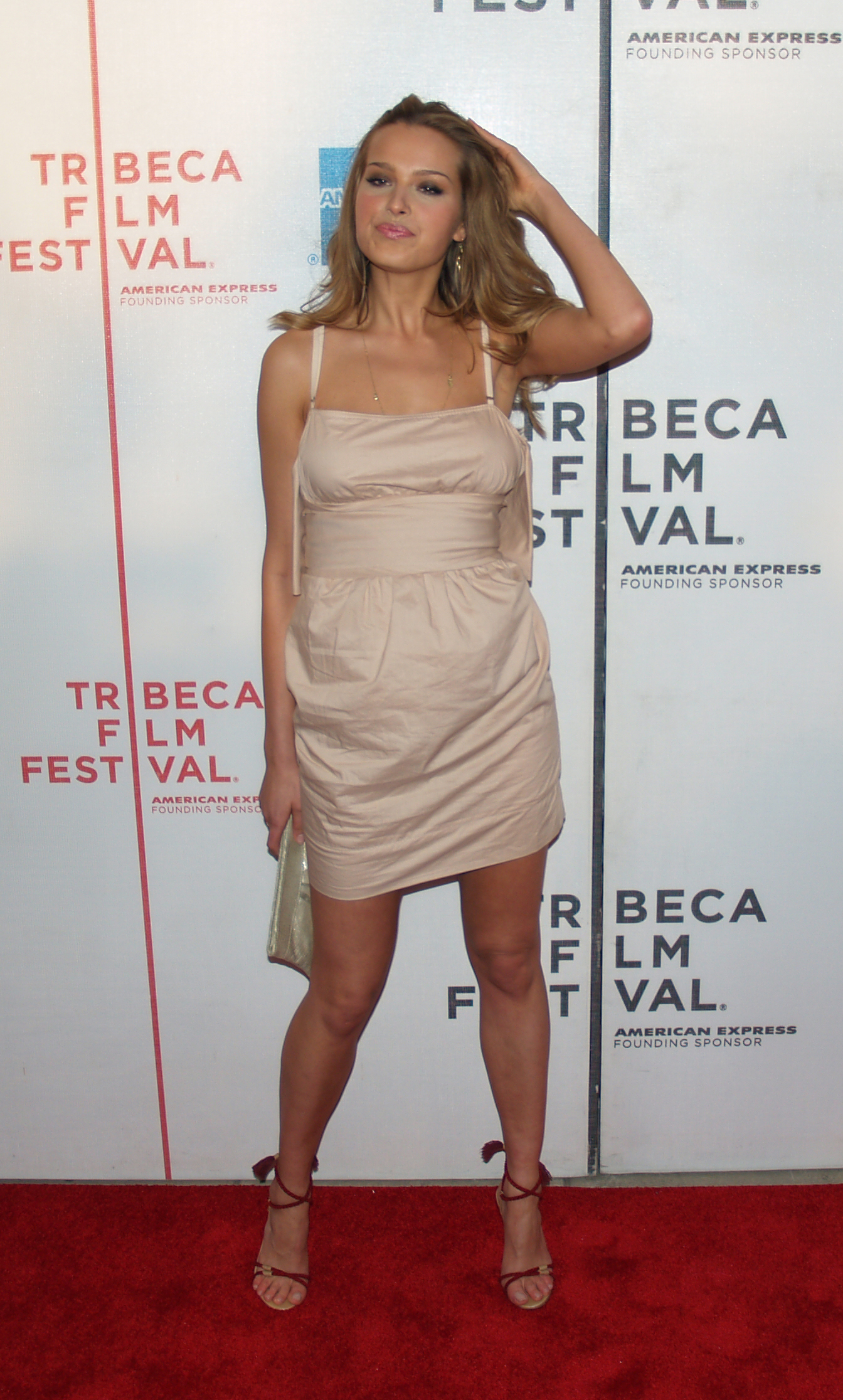

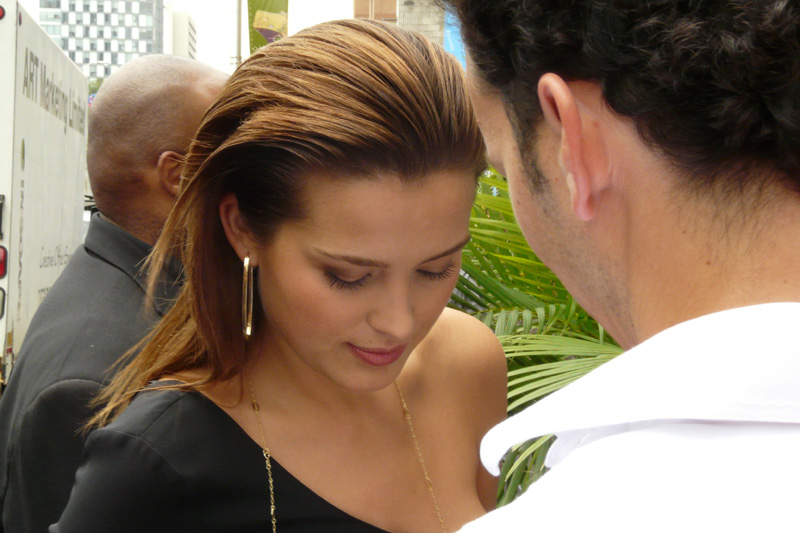

## 外部連結
- 官方網站 （页面存档备份，存于）
- 佩特拉的个人空间 （页面存档备份，存于）
- Petra Nemcova Video